# Puhacivka, Babanka
Puhacivka (în ucraineană Пугачівка) este o comună în raionul Babanka, regiunea Cerkasî, Ucraina, formată numai din satul de reședință.

## Demografie
Componența lingvistică a comunei Puhacivka
     Ucraineană (95,4%)
     Rusă (3,53%)
     Alte limbi (0,77%)
Conform recensământului din 2001, majoritatea populației comunei Puhacivka era vorbitoare de ucraineană (95,4%), existând în minoritate și vorbitori de rusă (3,53%).